# Icarus: Vier nagelaten gedichten

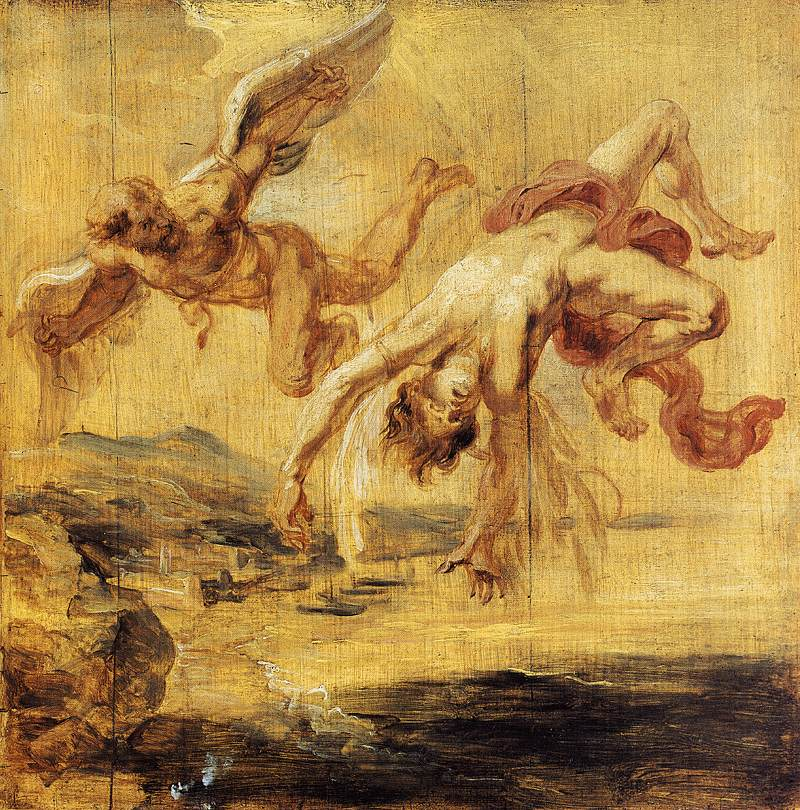
De val van Icarus, door Peter Paul Rubens

Icarus: Vier nagelaten gedichten is een in 2010 verschenen bundel van vier tot dan toe ongepubliceerde gedichten van de Nederlandse dichter J. Slauerhoff.

## Geschiedenis
Kees Lekkerkerker (1910-2006) was de bezorger van de Verzamelde werken van J. Slauerhoff (1898-1936) die tussen 1941 en 1958 verschenen. Lekkerkerker beschikte over een omvangrijk 'Slauerhoff-archief' dat voor een wetenschappelijke editie van de Verzamelde werken moest dienen; die verschenen editie bevatte niet nog onuitgegeven of onvoltooid gebleven werk uit het archief. In dat archief bevinden zich dus nog verschillende ongepubliceerde werken van Slauerhoff, en dus meestal nog onvoltooid. Ook deze vier gedichten bevinden zich in dat archief in onvoltooide staat. De bezorger, Menno Voskuil, is echter van mening, getuige zijn verantwoording bij de uitgave, dat de "poëtische zeggingskracht" in dit geval opweegt tegen het soms fragmentarische karakter ervan en dat derhalve publicatie verantwoord is.

### Uitgave
De bundel werd met de hand gedrukt door Jan Keijser van de Avalon Pers te Woubrugge. De uitgave werd gezet uit de Romanée en in 99 genummerde exemplaren gedrukt op Zerkall-papier. De uitgave is voorzien van een houtgravure van Peter Lazarov. Een zeer klein aantal exemplaren van de reguliere oplage werd in opdracht van Keijser gebonden door Herman van der Kruijk in volperkament.
Daarnaast verschenen negen romeins genummerde exemplaren in een in halfperkament gebonden editie, verzorgd door boekbinder Philipp Janssen van Binderij Phoenix. Deze editie verscheen in opdracht van Antiquariaat Fokas Holthuis.